# Ligne 140 (Infrabel)
Pour les articles homonymes, voir Ligne 140.
La ligne 140 Ottignies - Fleurus - Charleroi fut établie par la Compagnie du Grand Central Belge, issue de la fusion de plusieurs compagnies privées. Elle suit notamment le cours de la Dyle et de la Thyle.
En trafic voyageur, la ligne est uniquement parcourue par une desserte omnibus. Elle fut toutefois électrifiée en 1986 et s'inscrit dans le corridor fret Nord - Sud Belifret. La vitesse de référence est de 120 km/h.
Quelque peu délaissée par les trains de voyageurs, elle devrait prochainement bénéficier de nouveaux services pour la desserte de l’aéroport de Charleroi.

## Historique
- La « Compagnie des chemins de fer de Charleroi à Louvain » obtient la concession pour relier ces deux villes par une ligne de chemin de fer, actuelles lignes 139 et 140.
- La ligne est inaugurée en 2 étapes en 1855. Tout d'abord, dans le prolongement de ce qui est l'actuelle ligne 141, Genappe - Court-Saint-Étienne - Ottignies est inauguré le 19 mai par la « Société anonyme des chemins de fer belges de la Jonction de l’Est », alors que le tronçon vers Charleroi, construit par la « Compagnie des chemins de fer de Charleroi à Louvain » ouvrira le 20 août. À l'époque, elle permet aux habitants de Nivelles de rejoindre la capitale, la ligne 124 n'existant pas encore.
- La Compagnie du Grand Central Belge, propriétaire de la ligne, pouvait l'intégrer dans un axe traversant tout le pays : Anvers / Tilburg (NL) – Herentals – Aarschot – Louvain – Charleroi – Vireux (F). Le Grand Central fut nationalisé en 1897.
- La ligne traversera son premier siècle d'existence comme nombre de lignes de seconde importance, sans toutefois pouvoir parler de ligne secondaire[réf. nécessaire].
- La section de Court-Saint-Étienne à Ottignies et son prolongement vers Wavre ont toujours été à double voie. Celle de Fleurus à Ransart l'était déjà au moment de la reprise du Grand Central[1].
- L’État belge mit le reste de la ligne à double voie en 1902[2], ainsi que la ligne d'Ottignies à Louvain en 1903[3].
- À la suite du plan IC-IR de 1984, la desserte de la ligne est préservée (avec toutefois la fermeture de 6 arrêts sur la section Sud, en province de Hainaut), et dans le but de disposer d'un itinéraire reliant Charleroi à Anvers en contournant largement Bruxelles, la ligne sera électrifiée en 1986. Les sections dont l'exploitation avait été ramenée à voie unique sont remises à niveau en double voie, et une courbe sera posée à Charleroi, permettant une desserte directe de la gare de Charleroi-Sud (jusque-là, la gare de Charleroi-Ouest - plus proche du centre ville - était utilisée par les voyageurs).
- En 2001, la SNCB rouvre la section Fleurus - Auvelais de la ligne 147 dans le cadre du corridor fret Sibelit. Le tronçon Ottignies - Fleurus qui la prolonge est dès lors fort utilisé (uniquement dans le sens Nord-Sud).

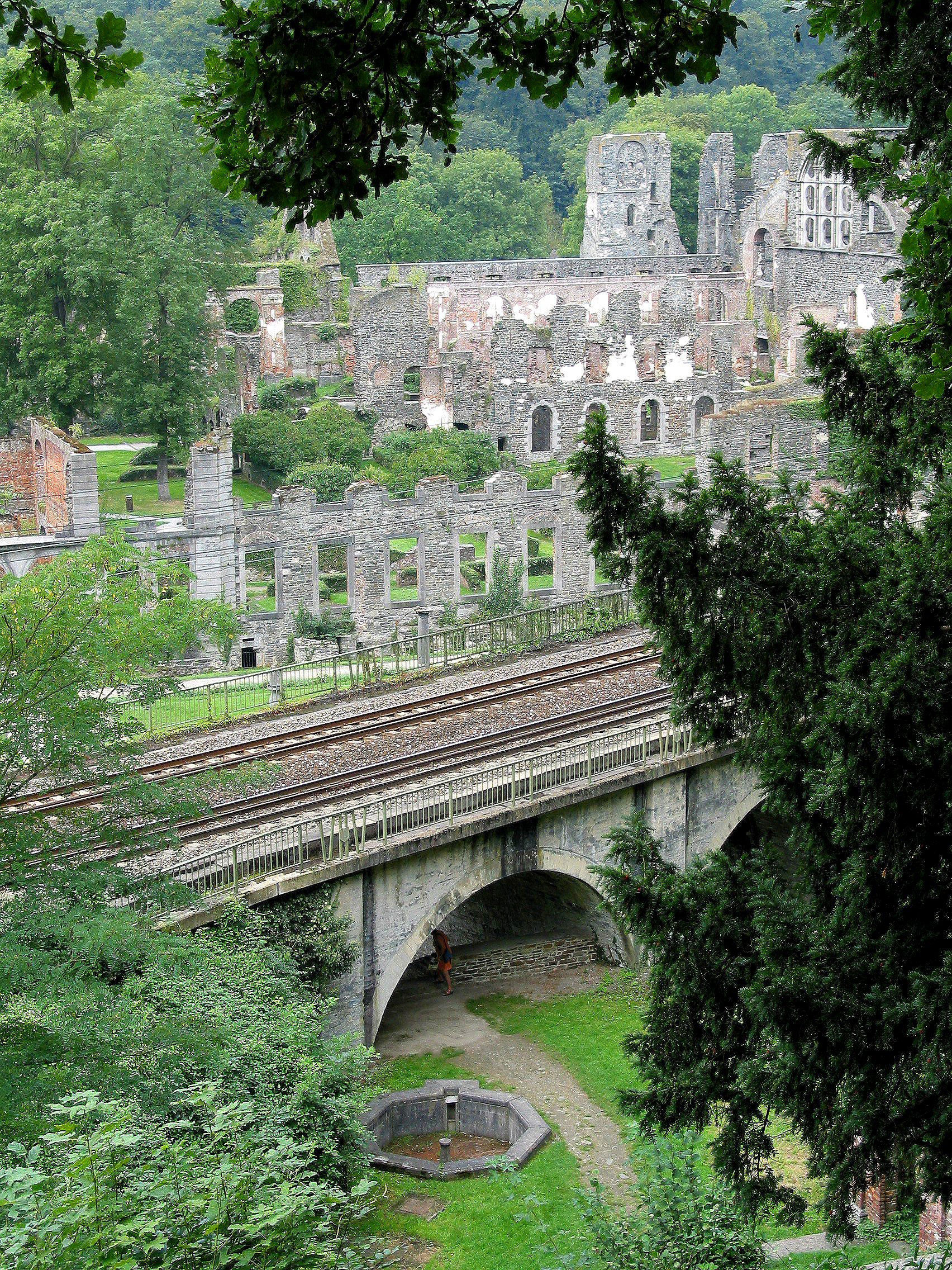
La traversée des ruines de Villers la Ville

## Le tracé
Entre Ottigines et Fleurus, la ligne traverse en pente douce des régions moyennement peuplées. Une descente plus abrupte à partir de Fleurus la mène à Charleroi. Cette portion, au relief très mauvais, possède des rampes atteignant 20‰ entre Dampremy et Lodelinsart et 7 à 15‰ entre Lodelinsart et Fleurus.

### Les ouvrages d'art
La ligne compte peu d'ouvrages d'art.
Elle traverse les ruines de l'Abbaye de Villers-la-Ville

## Utilisation
Avant l'électrification de 1986, le trafic était assuré par des rames réversibles de voitures M1 tractées par des locomotives diesel des séries 60 ou 62.
Dans les années 1990, les omnibus étaient systématiquement prolongés au Nord vers Louvain-la-Neuve avec un rebroussement à Ottignies. Cette pratique a désormais cessé et tous les trains réguliers vers la ville étudiante sont soit des trains-navette entre Ottignies et Louvain-la-Neuve soit des trains qui ont Bruxelles-Midi comme terminus.
À l'exception des embranchés[Quoi ?] de la ligne 260 à Marcinelle, la desserte fret locale est nulle depuis la fermeture de la cour à marchandises de Fleurus en 1994.
L'embranchement vers la ligne 141 et la sucrerie de Genappe fut utilisé jusqu'en 2003. Après la fermeture de la sucrerie en 2004 et vue le mauvais état de la voie (qui avait impliqué un déraillement lors de la dernière saison d'exploitation). Cette ligne sera déferrée, bien qu'Infrabel conserve l'assiette en réserve.

### Aujourd’hui
Une desserte suburbaine (train S61) existe entre Ottignies et Namur via Charleroi. Cette desserte est toutefois assez maigre : un train par heure et quelques trains supplémentaires en heure de pointe. Il n’existe aucun train de voyageur direct sur cette ligne, ce qui génère des temps de parcours relativement longs : près de 45 minutes pour 36 kilomètres. 
En cas de travaux ou d'accident sur la ligne 161, les lignes 140, 130 et 147 peuvent être utilisées comme déviation par les InterCity Bruxelles-Namur-Dinant/Liège/Arlon, qui parcourent alors la ligne 140 sans arrêt intermédiaire. Cette possibilité a notamment été utilisée après les inondations du 15 juillet 2021.

## Projets
Dans le cadre du RER, il fut question de prolonger certains des trains entre Bruxelles et Ottignies vers Villers-la-ville. Cependant, le 17 octobre 2017, il est annoncé la rénovation de la gare de Fleurus et la création d'une ligne directe entre Charleroi et Louvain via Fleurus et Ottignies, en vue d'opérer la desserte de l'aéroport de Bruxelles-Sud Charleroi (BSCA)[réf. nécessaire].
Dans le plan de transport de la SNCB 2020-2023, il est ainsi prévu une nouvelle relation IC Charleroi-Central – Fleurus- Ottignies – Wavre – Leuven à partir de 2023.